# Легка атлетика на літніх Олімпійських іграх 2016 — біг на 10000 метрів (жінки)
Змагання з легкої атлетики в бігові на 10000 метрів серед жінок на літніх Олімпійських іграх 2016 відбулися 12 серпня на Олімпійському стадіоні Жоао Авеланжа.

## Рекорди
Станом на 12 серпня 2016 світовий і олімпійський рекорди були такими:
| Світовий рекорд     | Ван Цзюнься (CHN)    | 29:31.78 | Пекін, Китай | 8 вересня 1993 |
| Олімпійський рекорд | Тірунеш Дібаба (ETH) | 29:54.66 | Пекін, Китай | 15 серпня 2008 |

## Розклад змагань
Час місцевий (UTC−3).
| Дата                     | Час   | Раунд |
| ------------------------ | ----- | ----- |
| П'ятниця, 12 серпня 2016 | 11:10 | Фінал |

## Результати
| Місце | Ім'я                        | Країна                           | Час      | Примітки |
| ----- | --------------------------- | -------------------------------- | -------- | -------- |
| 1     | Алмаз Аяна                  | Ефіопія (ETH)                    | 29:17.45 | WR, OR   |
| 2     | Вів'єн Черуйот              | Кенія (KEN)                      | 29:32.53 | NR       |
| 3     | Тірунеш Дібаба              | Ефіопія (ETH)                    | 29:42.56 | PB       |
| 4     | Аліс Апрот                  | Кенія (KEN)                      | 29:53.51 | PB       |
| 5     | Бетсі Сайна                 | Кенія (KEN)                      | 30:07.78 | PB       |
| 6     | Моллі Хаддл                 | США (USA)                        | 30:13.17 | AR       |
| 7     | Ясмін Джан                  | Туреччина (TUR)                  | 30:26.41 | PB       |
| 8     | Гелете Бурка                | Ефіопія (ETH)                    | 30:26.66 | PB       |
| 9     | Кароліна Гровдаль           | Норвегія (NOR)                   | 31:14.07 | PB       |
| 10    | Елоїз Веллінгс              | Австралія (AUS)                  | 31:14.94 | PB       |
| 11    | Емілі Інфелд                | США (USA)                        | 31:26.94 | PB       |
| 12    | Сара Лахті                  | Швеція (SWE)                     | 31:28.43 | NR       |
| 13    | Діане Нукурі-Джонсон        | Бурунді (BDI)                    | 31:28.69 | NR       |
| 14    | Сьюзен Кейкен               | Нідерланди (NED)                 | 31:32.43 |          |
| 15    | Джоанн Пейві                | Велика Британія (GBR)            | 31:33.44 | SB       |
| 16    | Джесс Ендрюс                | Велика Британія (GBR)            | 31:35.92 | PB       |
| 17    | Алексіа Паппас              | Греція (GRE)                     | 31:36.16 | NR       |
| 18    | Юка Такасіма                | Японія (JPN)                     | 31:36.44 |          |
| 19    | Дарія Маслова               | Киргизстан (KGZ)                 | 31:36.90 | NR       |
| 20    | Ханамі Секіне               | Японія (JPN)                     | 31:44.44 |          |
| 21    | Домінік Скотт               | ПАР (RSA)                        | 31:51.47 | PB       |
| 22    | Наташа Водак                | Канада (CAN)                     | 31:53.14 | SB       |
| 23    | Алія саїд Мохаммед          | Об'єднані Арабські Емірати (UAE) | 31:56.74 |          |
| 24    | Сітора Хамідова             | Узбекистан (UZB)                 | 31:57.77 | NR       |
| 25    | Ленні Маршан                | Канада (CAN)                     | 32:04.21 | SB       |
| 26    | Карла Роша                  | Португалія (POR)                 | 32:06.05 |          |
| 27    | Саломе Ньїрарукундо         | Руанда (RWA)                     | 32:07.80 |          |
| 28    | Йіп Вастенбург              | Нідерланди (NED)                 | 32:08.92 |          |
| 29    | Тріхас Гебре                | Іспанія (ESP)                    | 32:09.67 | SB       |
| 30    | Вероніка Інглес             | Італія (ITA)                     | 32:11.67 |          |
| 31    | Татьеле Роберта де Карвальо | Бразилія (BRA)                   | 32:38.21 |          |
| 32    | Бренда Флорес               | Мексика (MEX)                    | 32:39.08 | SB       |
| 33    | Маріель Холл                | США (USA)                        | 32:39.32 |          |
| 34    | Бет Поттер                  | Велика Британія (GBR)            | 33:04.34 |          |
| 35    | Марісоль Ромеро             | Мексика (MEX)                    | 35:33.03 |          |
| Н/Д   | Катерина Тунгускова         | Узбекистан (UZB)                 | Н/Д      | DNF      |
| Н/Д   | Джулієт Чеквел              | Уганда (UGA)                     | Н/Д      | DNF      |